# جون هارمون (مدرب كرة سلة)
جون هارمون (بالإنجليزية: John Harmon)‏ هو مدرب كرة سلة أمريكي، ولد في 20 مايو 1895 في لويسفيل في الولايات المتحدة، وتوفي في 18 أكتوبر 1974 في أوتاوا في الولايات المتحدة.

## وصلات خارجية
- جون هارمون على موقع كلية كرة السلة في سبورتس رفرنس.كوم (الإنجليزية)